# Schefflera vitiensis
Schefflera vitiensis là một loài thực vật có hoa trong Họ Cuồng cuồng. Loài này được (A.Gray) Seem. miêu tả khoa học đầu tiên năm 1865.